# Amt Altenstein
Amt Altenstein (Circunscrição de Altenstein) foi uma antiga divisão administrativa do Ducado de Saxe-Meiningen.